# Pagurodes inarmatus
Pagurodes inarmatus är en kräftdjursart som beskrevs av Henderson 1888. Pagurodes inarmatus ingår i släktet Pagurodes och familjen eremitkräftor. Inga underarter finns listade i Catalogue of Life.